# قائمة سفراء الصين لدى دولة فلسطين
سفير الصين لدى دولة فلسطين هو الممثل الدبلوماسي الأعلى الرسمي لجمهورية الصين الشعبية لدى دولة فلسطين. يقع مكتب تمثيلها في مدينة رام الله.

## التاريخ
في ديسمبر 1995، افتتحت الصين مكتب تمثيلها لدى السلطة الوطنية الفلسطينية في مدينة غزة، وفي مايو 2004 انتقل المكتب إلى مدينة رام الله.

## قائمة السفراء
| الترتيب | السفير         | تاريخ الاعتماد الدبلوماسي | تاريخ الانتهاء | رئيس مجلس الدولة الصيني | رئيس دولة فلسطين      |
| ------- | -------------- | ------------------------- | -------------- | ----------------------- | --------------------- |
| 1       | Zheng Xiaolong | ديسمبر 1995               | يونيو 1997     | لي بنغ                  | ياسر عرفات            |
| 2       | Liu Zhihai     | يونيو 1997                | يوليو 1999     | لي بنغ                  | ياسر عرفات            |
| 3       | واو جوهونغ     | فبراير 2000               | نوفمبر 2002    | زهو رونغجي              | ياسر عرفات            |
| 4       | شينغ شاون جونغ | نوفمبر 2002               | 12 يوليو 2005  | زهو رونغجي              | ياسر عرفات محمود عباس |
| 5       | يانغ وي قوه    | نوفمبر 2005               | نوفمبر 2009    | ون جيا باو              | محمود عباس            |
| 6       | وانغ تشانج     | 2 ديسمبر 2009             | ديسمبر 2012    | ون جيا باو              | محمود عباس            |
| 7       | ليو ايتشونغ    | ديسمبر 2012               | 3 مارس 2015    | ون جيا باو              | محمود عباس            |
| 8       | تشن شينغتشونع  | 15 أبريل 2015             | مارس 2018      | لي كه تشيانغ            | محمود عباس            |
| 9       | قوه وي         | أبريل 2018                | 23 فبراير 2023 | لي كه تشيانغ            | محمود عباس            |
| 10      | تسنغ جيشين     | 30 أبريل 2023             | لا يزال        | لي كه تشيانغ            | محمود عباس            |